# Dorsa Argentea
I Dorsa Argentea sono una struttura geologica della superficie di Marte.